# Kuki Martins
Ricardo Manuel Cardoso Martins (El Tigre, Anzoátegui, Venezuela; 24 de enero de 1990), también conocido como Kuki, es un futbolista venezolano que juega como centrocampista en el Dynamo Puerto de la Segunda División de Venezuela.

## Biografía
'Kuki' nació en la localidad venezolana de El Tigre (oeste) y emigró a Portugal junto con su familia cuando tenía 16 años.

## Trayectoria
Sus comienzos en el fútbol profesional lo dio en la Segunda División de Portugal. Al finalizar la temporada 2012-13 regresa a Venezuela para jugar por el Deportivo Anzoátegui.

### Caracas FC
Luego de buenas campañas con Anzoategui, el 17 de julio del 2017 ficha por Caracas FC, firmando por 2 años.

## Selección nacional
Ha sido 6 veces internacional con Portugal en la categoría sub-21. En el año 2013 rescindió su contrato con el Rio Ave del país luso con la finalidad de volver a fútbol venezolano y así llegar a ser parte de la selección de Venezuela.

## Clubes
| Club                          | País      | Año        | PJ  | Goles |
| ----------------------------- | --------- | ---------- | --- | ----- |
| Rio Ave                       | Portugal  | 2008       | 0   | 0     |
| Gondomar Sport Clube (Cesión) | Portugal  | 2009-2010  |     |       |
| Ribeirão (Cesión)             | Portugal  | 2010-2011  |     |       |
| Aves (Cesión)                 | Portugal  | 2011- 2012 | 9   | 0     |
| FC Famalicão (Cesión)         | Portugal  | 2012- 2013 | 28  | 6     |
| Deportivo Anzoátegui          | Venezuela | 2013- 2017 | 107 | 16    |
| Caracas FC                    | Venezuela | 2017- 2019 | 78  | 8     |
| Atlético Venezuela            | Venezuela | 2020-2021  | 38  | 4     |
| Estudiantes de Mérida         | Venezuela | 2022       | 11  | 0     |
| Mineros de Guayana            | Venezuela | 2022       | 11  | 1     |
| Dynamo Puerto                 | Venezuela | 2023       | ?   | ?     |